# Spindelbaumartige
Spindelbaumartige oder Baumwürgerartige (Celastrales) bilden eine Ordnung der Eurosiden I.

## Beschreibung
Es sind verholzende oder krautige Pflanzen. Die einfachen Laubblätter sind gegenständig, gelegentlich auch wechselständig, ihre Ränder sind oft gezähnt. Kleine Nebenblätter sind je nach Familie vorhanden oder fehlen.
Die radiärsymmetrisch Blüten sind meist unscheinbar, zwittrig und fünf-, seltener vierzählig. Die Blüten weisen ein doppeltes Perianth auf mit freien Blütenhüllblättern, doch fehlen oft die Kronblätter. In der Regel gibt es einen fertilen und einen sterilen Staubblattkreis. Oft ist ein Diskus vorhanden. Der synkarpe Fruchtknoten ist ober- bis mittelständig.
Die Pflanze enthält verschiedene Glykoside und ist in allen Teilen, auch im Arillus, giftig.

## Systematik
Zur Ordnung der Spindelbaumartige (Celastrales) gehören zwei Familien:
- Spindelbaumgewächse (Celastraceae)
- Lepidobotryaceae

Die Spindelbaumartigen sind das Schwestertaxon zur Klade aus Malpighienartigen und Sauerkleeartigen.
|  | Spindelbaumartige                                                    |
|  |                                                                      |
|  | \| \| Malpighienartige \| \| \| \| \| \| Sauerkleeartige \| \| \| \| |
|  |                                                                      |
|  | Malpighienartige                                                     |
|  |                                                                      |
|  | Sauerkleeartige                                                      |
|  |                                                                      |

|  | Malpighienartige |
|  |                  |
|  | Sauerkleeartige  |
|  |                  |

## Nachweise
- Die Ordnung bei der APWebsite. (Abschnitt Systematik)
- Steckbrief beim Botanischen Garten Tübingen. (deutsch)